# Knud Vad
Knud Peder Thomas Vad (født 14. september 1936, død 7. september 2019) var en dansk organist og dirigent.
Knud Vad var student fra Sorø Akademi fra 1955 og blev efterfølgende uddannet ved Det Kgl. Danske Musikkonservatorium samt hos Anton Heiller i Wien 1960-1964.
Han var fra 1964 til 2006 ansat som organist ved Sorø Klosterkirke og etablerede i 1969 Sorø Internationale Musikfestival.
Vad begyndte i 1975 at spille værker af Johann Sebastian Bach, hvilket fremover blev en tradition hvert femte år. Han udgav alle Bachs orgelværker på ni cd'er. Han dirigerede DR SymfoniOrkestret i alle Beethovens ni symfonier og turnerede som operette-dirigent.
Vad var docent på Musikhøjskolen i Lübeck fra 1978 til 1995.
Han startede koret Chorus Soranus i 1967 og var dets dirigent til sin død.

## Hæder
For sit arbejde for musiklivet på Sorøegnen modtog han i 1996 Egholtprisen.
Knud Vad fik Dronningens Fortjenstmedalje ved sit 40-årsjubileum i Sorø Klosterkirke, og blev Ridder af Dannebrog ved sin afgang som organist.
Vad fik den polske pris Gloria Artis i sølv i 2015 for polsk-dansk kultursamarbejde.